# Academia Filipina de la Lengua Española
Die Academia Filipina de la Lengua Española (deutsch philippinische Akademie der spanischen Sprache) ist die wichtigste Akademie zur Erhaltung der spanischen Sprache auf den Philippinen.
Ihr Hauptsitz liegt in Makati City.
Die Akademie wurde von einer Gruppe von Wissenschaftlern, Lehrern, Philologen, Journalisten und Schriftstellern gebildet und gehört zur Asociación de Academias de la Lengua Española (Vereinigung der Akademien der spanischen Sprache). Gegründet wurde die Akademie am 25. Juli 1924. Seine Gründer und Haupttreiber waren der Romanautor und Autor von Kurzgeschichten Guillermo Gómez Windham, der Polygraph Jesús Balmori und der Dichter und Essayist Fernando Maria Guerrero, genannt „Prinz der philippinischen Dichter“, Gründer der philippinischen Tageszeitung in spanischer Sprache El Renacimiento.

## Akademiker
Vorstand

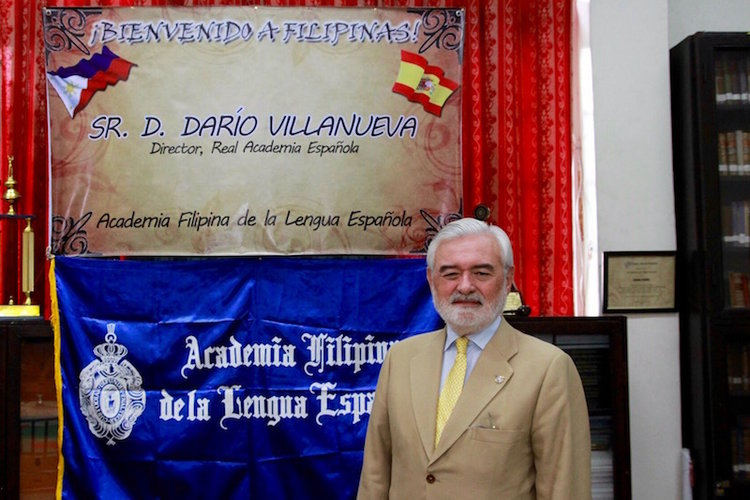
Besuch des Direktors der Real Academia Española Dario Villanueva (2017)

- Emmanuel Luis Romanillos, Direktor
- José Rodríguez Rodríguez, Ehrenamtlicher Direktor
- Daisy López, Vizedirektor
- René Ángelo Prado Singian, Schatzmeister
- Salvador B. Malig, Sekretär
- Wystan de la Peña Salarda, stellvertretender Sekretär
- Lourdes Castrillo de Brillantes, Bibliothekar
- Guillermo Gómez Rivera, Koordinator

### Akademiker geordnet nach Anzahl der Zugehörigkeit
- Guillermo Gómez Rivera
- Edmundo Farolán Romero
- Fidel Villarroel
- Ramón A. Pedrosa
- José Rodríguez Rodríguez
- Diosdado Talamayan y Aenlle
- Rosalinda Orosa
- José Arcilla Solero S. J.
- María Consuelo Puyat-Reyes
- Francisco C. Delgado
- Gloria Macapagal-Arroyo
- Benito Legarda
- Salvador B. Malig
- Alberto G. Rómulo
- Wystan de la Peña Salarda
- Lourdes Castrillo Brillantes
- Regino Paular y Pintal
- Emmanuel Luis A. Romanillos
- José María Cariño y Ancheta
- Macario M. Ofilada, III
- Erwin Thaddeus Bautista Luna
- René Ángelo Prado Singian
- René S. Salvania
- Trinidad O. Regala
- Daisy López
- Charlene Pangilinan